# Ruslan Obiang Nsue
Ruslan Obiang Nsue – polityk, działacz piłkarski i przedsiębiorca z Gwinei Równikowej.
Jest jednym z synów prezydenta Obianga Nguemy Mbasogo.  Pełnił funkcję sekretarza stanu w ministerstwie młodzieży i sportu, doradzał również głowie państwa w tej materii. Aktywny w gwinejskim środowisku piłkarskim, kolejno prezes klubów The Panthers oraz Akonangui FC.
Właściciel rozlicznych nieruchomości, zarówno w Hiszpanii jak i w Gwinei. Związany z branżą lotniczą, zasiadał w radzie nadzorczej krajowej linii lotniczej CEIBA Intercontinental, od 2020 kieruje państwową spółką Ceiba Aeropuerto, nadzorując za jej pośrednictwem działanie wszystkich portów lotniczych w Gwinei. Znany z dobrych relacji z wiceprezydentem kraju i jednocześnie swoim bratem przyrodnim, Teodorínem. 
Należy do rządzącej Gwineą Równikową Partii Demokratycznej (Partido Democrático de Guinea Ecuatorial, PDGE), funkcje w jej strukturach piastuje od 2001. Od 2020 wchodzi w skład regionalnych władz tej formacji w stołecznym Malabo.
Posiada również paszport hiszpański, mieszka w Walencji. W czerwcu 2018 w Madrycie poślubił Marie Paulę Sylvę.
W sierpniu 2024 r. w Malabo odbył się proces Ruslana Obiang Nsue za nielegalną sprzedaż samolotu krajowego przewoźnika. Wyrok osiemnastu lat więzienia i grzywna w wysokości prawie 830 000 dolarów amerykańskich..